# (15704) 1987 SE7
1987 أس إي 7 (ويعرف أيضًا باسم (15704) 1987 أس إي 7 وفق تسمية الكوكب الصغير) (بالإنجليزية: 1987 SE7)‏ هو كويكب ضمن حزام الكويكبات؛ وترتيبه 15704 من حيث الاكتشاف.
اكتُشف هذا الجُرم الفلكي بواسطة Jeff T. Alu ‏ في 20 سبتمبر 1987.

## وصلات خارجية
- (15704) 1987 SE7 في قاعدة بيانات مختبر الدفع النفاث لأجرام النظام الشمسي الصغيرة

- الاكتشاف · مخطط المدار ·  العناصر المدارية · المعلمات المادية

- (15704) 1987 SE7 على موقع ويكي سكاي: DSS2, SDSS, GALEX, IRAS, Hydrogen α, X-Ray, Astrophoto, Sky Map, Articles and images